# ジッフォーニ・ヴァッレ・ピアーナ
ジッフォーニ・ヴァッレ・ピアーナ（伊: Giffoni Valle Piana）は、イタリア共和国カンパニア州サレルノ県にある、人口約12,000人の基礎自治体（コムーネ）。

## 地理

### 位置・広がり

#### 隣接コムーネ
隣接するコムーネは以下の通り。括弧内のAVはアヴェッリーノ県所属を示す。
- アチェルノ
- カルヴァーニコ
- ジッフォーニ・セーイ・カザーリ
- モンテコルヴィーノ・プリアーノ
- モンテコルヴィーノ・ロヴェッラ
- モンテッラ (AV)
- ポンテカニャーノ・ファイアーノ
- サレルノ
- サン・チプリアーノ・ピチェンティーノ
- セリーノ (AV)

## 行政

### 分離集落
ジッフォーニ・ヴァッレ・ピアーナには、以下の分離集落（フラツィオーネ）がある。
- Catelde, Chiaravallisi, Chieve, Curti, Curticelle, Gaia, Mercato, Ornito, San Giovanni, Santa Caterina, Santa Maria a Vico, Sardone, Sovvieco, Terravecchia, Vassi

## 出身者
- エリゼウ・ヴィスコンティ（画家）